# Sils Maria

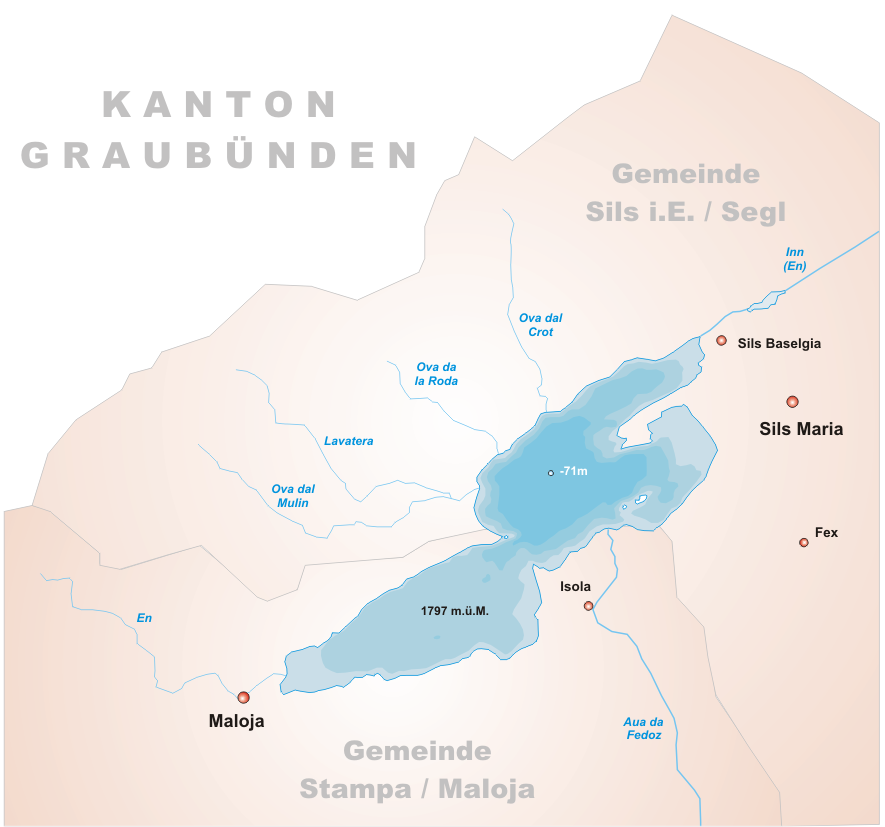
Położenie Sils Maria nad jeziorem Silsersee

Sils Maria – miejscowość w gminie Sils im Engadin/Segl w Szwajcarii, w kantonie Gryzonia, w regionie Maloja, położona w dolinie Engadyny, pomiędzy jeziorami Silsersee i Silvaplanersee. Jest największą miejscowością gminy.
W latach 1881–1888 letnie miesiące spędzał tu Friedrich Nietzsche; w jego domu znajduje się dziś niewielkie muzeum. Bywał tutaj także Hermann Hesse.